# 施瓦茨霍芬
施瓦茨霍芬是德国巴伐利亚州的一个市镇。总面积36.10平方公里，总人口1437人，其中男性750人，女性687人（2011年12月31日），人口密度40人/平方公里。